# Speditions-, Logistik- und Lagerversicherungsschein
Der Speditions-, Logistik- und Lagerversicherungsschein (SLVS) ist ein Versicherungsschein für eine Haftungsversicherung für Spediteure. Diese Art der Versicherung ist nach den Allgemeinen Deutschen Spediteurbedingungen (ADSp) abzuschließen und gegebenenfalls mit dem Versicherungsschein nachzuweisen.

## Der SLVS als Anhang der ADSp
Am 29. Mai 1998 wurde die Neufassung der Allgemeinen Deutschen Spediteurbedingung (ADSp) mit dem SLVS beschlossen. Hierdurch wurde der Verkehrswirtschaft in Deutschland als Ergänzung zur fertig bereitliegenden und von der deutschen Rechtsprechung anerkannten Vertragsordnung ADSp ein Versicherungsmodell, der SLVS, hinzugefügt.
Der SLVS war das Modell der Victoria Versicherung AG und der Oskar Schunck KG. Er ist ein eingetragenes Warenzeichen der Oskar Schunck KG.
Der SLVS ersetzte mit der Neufassung der ADSp das Altmodell „SVS/RVS“, den „Speditionsversicherungsschein/Rollfuhrversicherungsschein“. Die Veränderungen waren in Konsequenz der Regelungen des Transportrechtsreformgesetzes (TRG), das am 1. Juli 1998 in Kraft getreten ist, notwendig geworden.
Die ADSp mit dem Anhang SLVS wurden sodann dem Bundeskartellamt als Entwurf einer Bedingungsempfehlung vorgeschlagen. Vom Bundeskartellamt wurde allerdings beanstandet, dass in einer Bedingungsempfehlung keinen Preise genannte werden dürften, es waren jedoch die Prämien des SLVS aufgeschlüsselt, und die empfohlene Versicherung dürfte nicht das Produkt eines konkreten Anbieters sein. Da das Verkehrsgewerbe aber eine Gesetzesgrundlage benötigte, um überhaupt arbeiten zu können, beschloss man die Empfehlung der ADSp mit dem SLVS bis zum 31. Dezember 1998 zu befristen. Dieses wurde entsprechend umgesetzt und so verschwand der Begriff SLVS zum 1. Januar 1999 aus den ADSp, die 1999 stattdessen die Anlage Mindestbedingungen für die Speditionsversicherung (SpV) erhielten.

### Inhalte des SLVS
Der SLVS bestand aus einem Haftungsversicherungsteil und einem Schadensversicherungsteil. Anders als vorher wurde die Prämie für den Haftungsversicherungsteil nicht mehr vom Auftraggeber, sondern vom Spediteur selbst getragen.
Die Haftung, auf die sich ein Spediteur nur berufen durfte, wenn er eine Speditionsversicherung abgeschlossen hat, sah die folgenden Beschränkungen vor:
Haftung für Güterschäden (mit Ausnahme der verfügten Lagerung):
- für Schäden bei der speditionellen Behandlung (insb. Umschlag): DM 10 pro Kilogramm,
- für Schäden während eines Transports: Regelmäßige gesetzliche Haftungsgrenze (z. B. CMR: 8,33 SZR, WA: DM 53,50 pro Kilogramm),
- bei Verträgen über multimodale Beförderungen unter Einschluss einer Seebeförderung: 2 SZR pro Kilogramm,
- in jedem Fall pro Schadensfall maximal DM 2 Mio. oder 2 SZR pro Kilogramm,
- in jedem Fall pro Schadensereignis DM 10 Mio. oder 2 SZR pro Kilogramm.
- Haftung für andere als Güterschäden: dreifacher Betrag des Spediteurentgelts.

Haftung bei verfügter Lagerung:
- für Güterschäden: DM 10 pro Kilogramm, maximal DM 10.000 je Schadensfall (bei Inventurdifferenz DM 50.000),
- für andere als Güterschäden maximal DM 10.000 pro Schadensfall,
- in jedem Fall pro Schadensereignis DM 100 Mio.

## Heutige Bedeutung des SLVS
Der SLVS der Oskar Schunck AG & Co. KG wird weiterhin von vielen Marktteilnehmern genutzt. Auch wenn ein anderer Versicherer genutzt wird, taucht oft weiterhin auf den Rechnungen des Verkehrsgewerbes die Leistungsposition „SLVS“ auf, die als allgemeinverständliches Synonym zur Abrechnung für die Eindeckung der Prämie zur Mindestbedingung für die Speditionsversicherung (SPV) gilt.
Neben der Oskar Schunck AG & Co. KG können Versicherungen für Lagerhaltung, Spedition und Transport auch bei anderen Versicherungsmaklern eingedeckt werden.